# Cratogeomys fumosus
Cratogeomys fumosus is een zoogdier uit de familie van de goffers (Geomyidae). De wetenschappelijke naam van de soort werd voor het eerst geldig gepubliceerd door Clinton Hart Merriam in 1892.

## Voorkomen
De soort komt voor in Mexico.